# Mücke Motorsport

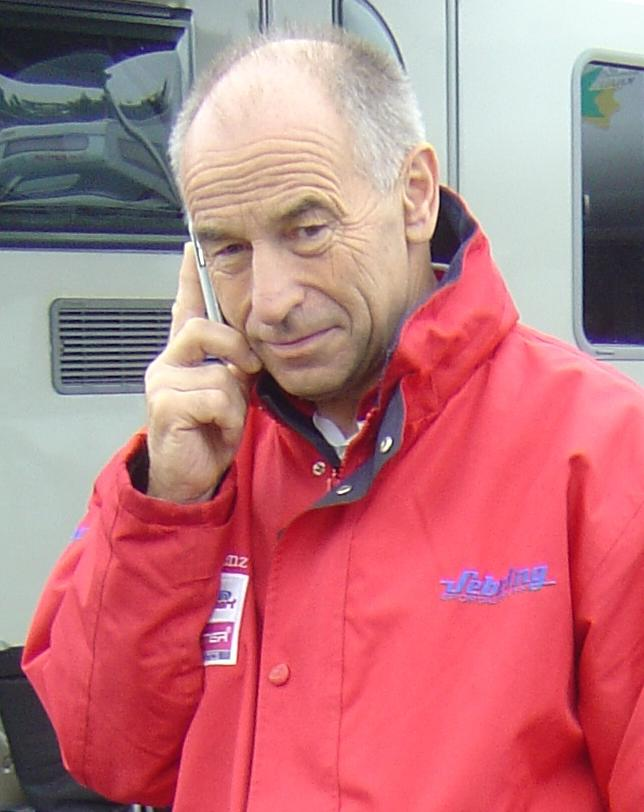
Петер Мюкке

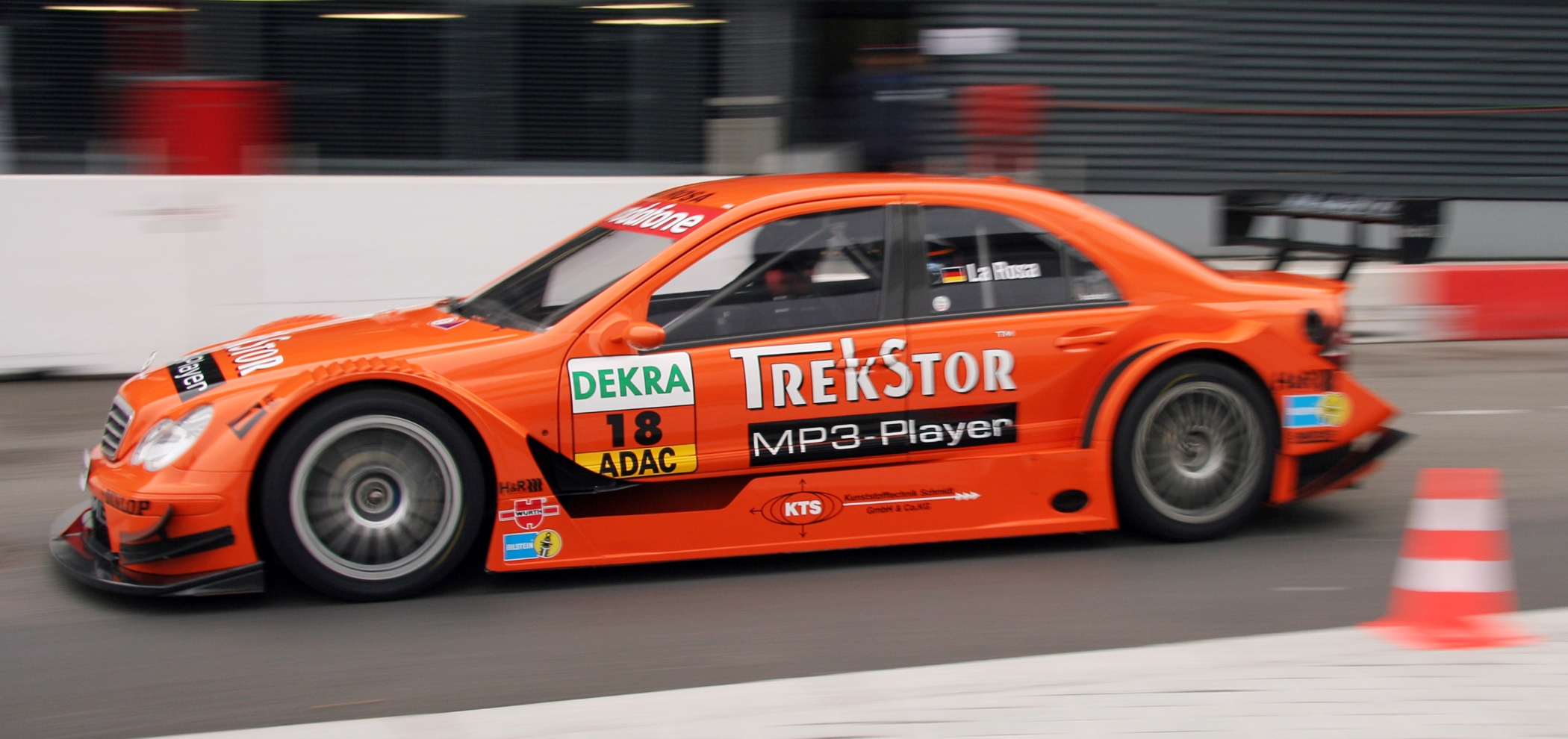
Даниэль ла Роса, 2006

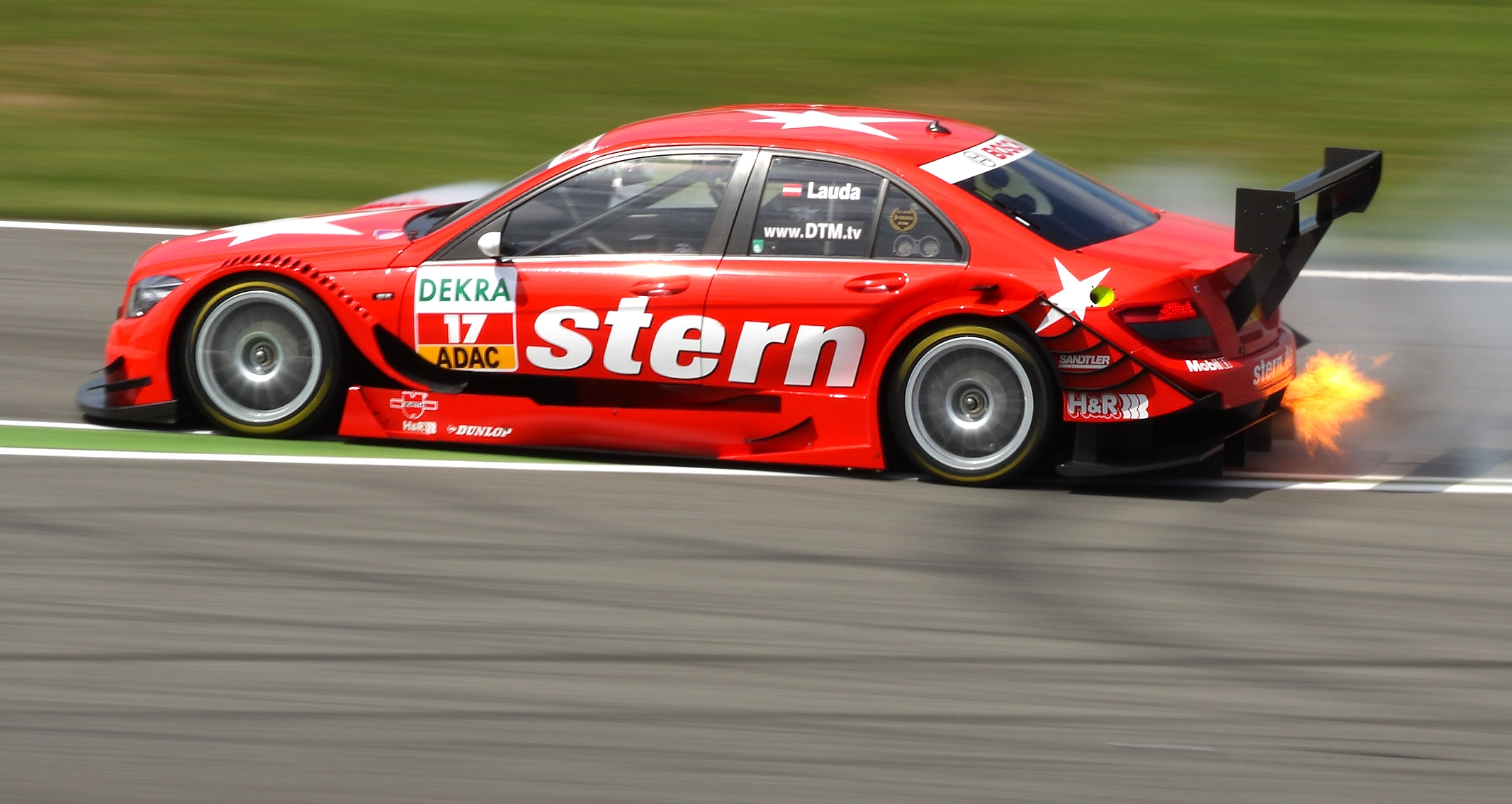
Маттиас Лауда 2009

Mücke Motorsport — немецкая автогоночная команда. Также известна как ADAC Berlin-Brandenburg.

## История
Команда была создана бывшим автогонщиком и трёхкратным чемпионом Европы по автокроссу Петером Мюкке. Первоначальной целью было развитие гоночной карьеры Штефана Мюкке, сына Петера. Поэтому команда дебютировала в немецкой Формуле BMW, а также немецкой Ф3 (с 1999 г.), а затем (с 2003 г.) и Евросерии Ф3. Через неё прошли Кристиан Клин, Роберт Кубица, Себастьян Феттель, Маркус Винкельхок и Себастьен Буэми. На счету команды два титула в Формуле BMW (1998 г. Штефан Мюкке, и 2004 г., Себастьян Феттель), и второе место в Евросерии Ф3 (2003 г., Кристиан Клин).
В 2005 г. команда дебютировала в DTM, при поддержке Мерседес, со Штефаном Мюкке и Александросом Маргаритисом. На следующий год Маргаритиса сменили Сьюзан Стоддарт и Даниэль ла Роса, а Штефан Мюкке ушел в 2007 г. и был заменен Маттиасом Лаудой. В 2008 г. все они были заменены на Ральфа Шумахера и Маро Энгеля, а в 2009 г. Лауда вернулся на место Шумахера.
Также команда выступала в немецкой Формуле-Мастер, и, с 2010 г., в новой серии GP3.